# Боудиъм
Бо̀удиъм (на английски: Bodiam) е малко село в Източен Съсекс, Англия, на река Родър. В селцето се намира замъкът Боудиъм, датиращ от 14 век. Замъкът, опасан с ров, е известна туристическа атракция.
Населението на Боудиъм е 391 жители (по приблизителна оценка от юни 2017 г.).